# عصوية مقوسة
عصوية مقوسة (بالإنجليزية: Arcobacter)‏ هي جنس من البكتيريا، سلبية الغرام، تتبع العطيفات.